# Kudlik Ignác
Felső-liszkői Kudlik Ignác (Balassagyarmat, 1760. március 23. – Dercsika, 1822. november 2.) római katolikus plébános.

## Élete
A bölcseletet 1780-tól Nagyszombatban hallgatta, a teológiát is 1784. június 1-ig ugyanott, azután Pozsonyban folytatta. 1786-ban fölszentelték. Segédlelkész volt Tallóson, 1788. szeptembertől Hegyen, majd Kossuthon. 1791-ben plébánosnak nevezték ki Dercsikára.

## Munkái
- Sanctus Stephanus primus rex Hungariae magna ecclesiae columna gentis apostolus patriae pater. Dum festa ejus solennitas ageretur ab antiquisimo seminario honoribus ejus sacro, panegyrica dictione celebratus. Tyrnaviae XIII. Kalendas mensis Septembris anno ab erectione CCXV. reparate salutis 1781. Tyrnaviae.
- Szent István király napi prédikáczió, melyet t. n. Komárom vármegye insurgens vitézeinek tábori papjok ... élő nyelvvel felmondott Szombathelyen 20. aug. 1797. Szombathely.